# Рудинский, Орест Иванович
Орест Иванович Рудинский (1816—1889) — главный начальник Военно-медицинского управления Российской империи, доктор медицины, тайный советник

## Биография
Орест Рудинский родился 22 марта (3 апреля) 1816 года в слободе Сагуны, Острогожского уезда Воронежской губернии, где отец его был настоятелем церкви; старший брат доктора медицины В. И. Рудинского.
Среднее образование получил в Воронежской духовной семинарии, по окончании которой в 1835 году был отправлен на казённый счёт в Московский университет. В 1840 году окончил медицинский факультет университета со званием лекаря с отличием и был назначен врачом в Тульский егерский полк, но уже в следующем году был переведён в Московский военно-сухопутный госпиталь, где прослужил восемь лет.
В 1849 году Рудинский получил от Московского университета звание штаб-лекаря и, успев зарекомендовать себя прекрасным хирургом, вскоре был командирован в Главную квартиру действовавшей в Венгрии армии; был награждён в 1850 году австрийским орденом Железной короны 3-й степени. По окончании Венгерской кампании Рудинский был назначен главным доктором военного 3-го класса временного госпиталя в Севастополе, а с началом военных действий в 1853 году исполнял обязанности главного хирурга в 4-м и 5-м армейских корпусах, а потом — в южной армии. Во время обороны Севастополя он работал под руководством Н. И. Пирогова. Условия, при которых эти хирурги подавали первую помощь раненым, были самые тяжелые, — особенно в дни бомбардировок и после ночных вылазок, когда Н. И. Пирогову и О. И. Рудинскому приходилось делать по сто и более серьёзных операций в день. В 1855 году, когда Н. И. Пирогов временно уехал в Петербург, Рудинский один остался заведующим хирургической частью. В 1854 году был награждён орденом Св. Анны 2-й степени с императорской короной.
По окончании Крымской войны Рудинский был назначен помощником главного доктора Московского военного госпиталя. С этого времени он стал готовить диссертацию на степень доктора медицины и хирургии. Ещё до войны им было написано исследование: «Образование носа из кожи лба с восстановлением части щеки, прилежащей к левому крылу носа» (Военно-медицинский журнал. — 1854. — Ч. 63. — № 1). В 1859 году он был назначен главным доктором Московского военного госпиталя, а 6 июня 1860 года защитил докторскую диссертацию: «De ratione qua vesica urinaria et urethra cum partibus viciscis in sexu virili conjunctae sunt». Получив степень доктора, в том же году Рудинский стал профессором-консультантом молодых врачей в Московском военном госпитале и эту должность занимал в течение девяти лет, посвящая всё свое время и силы руководству практическими и научными занятиями молодых врачей-хирургов. В этот период времени он написал ряд сочинений: «О резекциях трубчатой кости человеческого тела вообще», «Первоначальные понятия об устройстве человеческого тела. Для фельдшеров» (СПб., 1862), «Шесть случаев meningitidis cerebro-spinalis, встретившихся в Московском военном госпитале», «Два случая удачного вылущения больших членов: вылущение правого плеча и левого бедра, произведенные в Московском военном госпитале» (Военно-медицинский журнал. — 1870. — Ч. 107. — № 10). Кроме этих работ, им было написано ещё несколько статей, помещённых в различных медицинских и общих журналах. Был произведён в чин действительного статского советника 6 сентября 1864 года. Был награждён орденами: Св. Владимира 3-й степени (1862), Св. Станислава 1-й степени (1867),
С 1869 года началась административная деятельность Рудинского: в этом году он был назначен окружным медицинским инспектором Московского военного округа, а в 1872 году стал,  кроме этого, почётным членом Военно-медицинского учёного комитета. В 1870 году получил орден Св. Анны 1-й степени, а в 1872 году — императорскую корону к этому ордену; 30 марта 1875 года был произведён в чин тайного советника и по предложению главного начальника Военно-медицинского управления Н. И. Козлова занял должность его помощника. Когда вскоре Козлов оставил свой пост, то исполнять его должность в 1878 году был назначен О. И. Рудинский, утверждённый в должности лишь в 1884 году. Рудинский часто болел и в 1887 году по болезни оставил должность главного начальника, но был назначен непременным членом Военно-медицинского учёного комитета и членом медицинского Совета Министерства внутренних дел.
Умер в Санкт-Петербурге 6 (18) апреля 1889 года; был похоронен на родине.